# Grand Prix de Fourmies 2008
Il Grand Prix de Fourmies 2008, settantaseiesima edizione della corsa e valida come evento dell'UCI Europe Tour 2008, si svolse il 14 settembre 2008, per un percorso totale di 205 km. Fu vinto dall'italiano Giovanni Visconti che giunse al traguardo con il tempo di 4h26'54" alla media di 46,085 km/h.
Partenza con 150 ciclisti, dei quali 112 portarono a termine il percorso.

## Squadre e corridori partecipanti
| N.    | Cod. | Squadra                          |
| ----- | ---- | -------------------------------- |
| 1-8   | BTL  | Bouygues Télécom                 |
| 11-18 | TCS  | Tinkoff Credit Systems           |
| 21-28 | SIL  | Silence-Lotto                    |
| 31-38 | FDJ  | Française des Jeux               |
| 41-48 | QST  | Quick Step                       |
| 51-58 | C.A  | Crédit Agricole                  |
| 61-68 | SDA  | Serramenti Diquigiovanni-Androni |
| 71-78 | COF  | Cofidis, le Crédit par Téléphone |
| 81-88 | ALM  | AG2R La Mondiale                 |
| 91-98 | ASA  | Acqua & Sapone-Caffè Mokambo     |

| N.      | Cod. | Squadra                      |
| ------- | ---- | ---------------------------- |
| 101-108 | MIT  | Mitsubishi-Jartazi           |
| 111-118 | AGR  | Agritubel                    |
| 121-128 | GNM  | Contentpolis-Murcia          |
| 131-138 | COS  | Cycle Collstrop              |
| 141-148 | BAL  | Bretagne-Armor Lux           |
| 151-158 | TSV  | Topsport Vlaanderen          |
| 161-168 | AUB  | Auber 93                     |
| 171-178 | LAN  | Landbouwkrediet-Tönissteiner |
| 181-188 | GAP  | Preti Mangimi                |
| 191-198 | RLM  | Roubaix-Lille Métropole      |

## Ordine d'arrivo (Top 10)
| Pos. | Corridore         | Squadra       | Tempo    |
| ---- | ----------------- | ------------- | -------- |
| 1    | Giovanni Visconti | QuickStep     | 4h26'54" |
| 2    | Stéphane Goubert  | AG2R La Mon.  | s.t.     |
| 3    | Fabio Sacchi      | Preti Mangimi | s.t.     |
| 4    | Jérémie Galland   | Auber 93      | s.t.     |
| 5    | Jérôme Pineau     | Bouygues Tél. | s.t.     |
| 6    | Maarten Wynants   | QuickStep     | s.t.     |
| 7    | Morgan Chedhomme  | Auber 93      | s.t.     |
| 8    | Danilo Hondo      | Diquigiovanni | s.t.     |
| 9    | Cédric Coutouly   | Agritubel     | s.t.     |
| 10   | Samuel Dumoulin   | Cofidis       | s.t.     |